# Жіноча збірна Іспанії з футболу
Жіноча збірна Іспанії з футболу — представляє Іспанію в міжнародних змаганнях з жіночого футболу.

## Історія
Команда зібрана під керівництвом Королівської Іспанської футбольної федерації. На відміну від чоловічої збірної, жіноча національна команда Іспанії деякий час не вважалась сильною командою на континенті. Дебютував перший раз на чемпіонаті Європи в 1997 році, наступного разу повернутись туди знову іспанська команда спромоглась лише через 16 років. На чемпіонат світу команда вперше пробилась лише у 2015-му році. 
Зміна поколінь та наявність у складі справжніх зірок жіночого футболу перетворила іспанську збірну з аутсайдерів на одного з головних фаворитів на всіх змаганнях. Починаючи з 2015-го року збірна Іспанії регулярно не тільки завжди бере участь у великих турнірах, але й обов'язково доходить там до стадії плей-оф. 
У 2023 році вперше в історії іспанки виграли чемпіонат світу,  що проводився тоді в Австралії та Новій Зеландії. Таким чином іспанська збірна стала другою після Німеччини збірною, яка виграла мундіаль і на чоловічому, і на жіночому рівні.
У 2024 році збірна Іспанії стала переможцем дебютного розіграшу жіночої Ліги націй УЄФА.
Гравчині збірної Іспанії Алексія Путельяс та Айтана Бонматі кожна двічі вигравали Золотий м'яч, престижну нагороду, яка щорічно вручається найкращій футболістці світу.

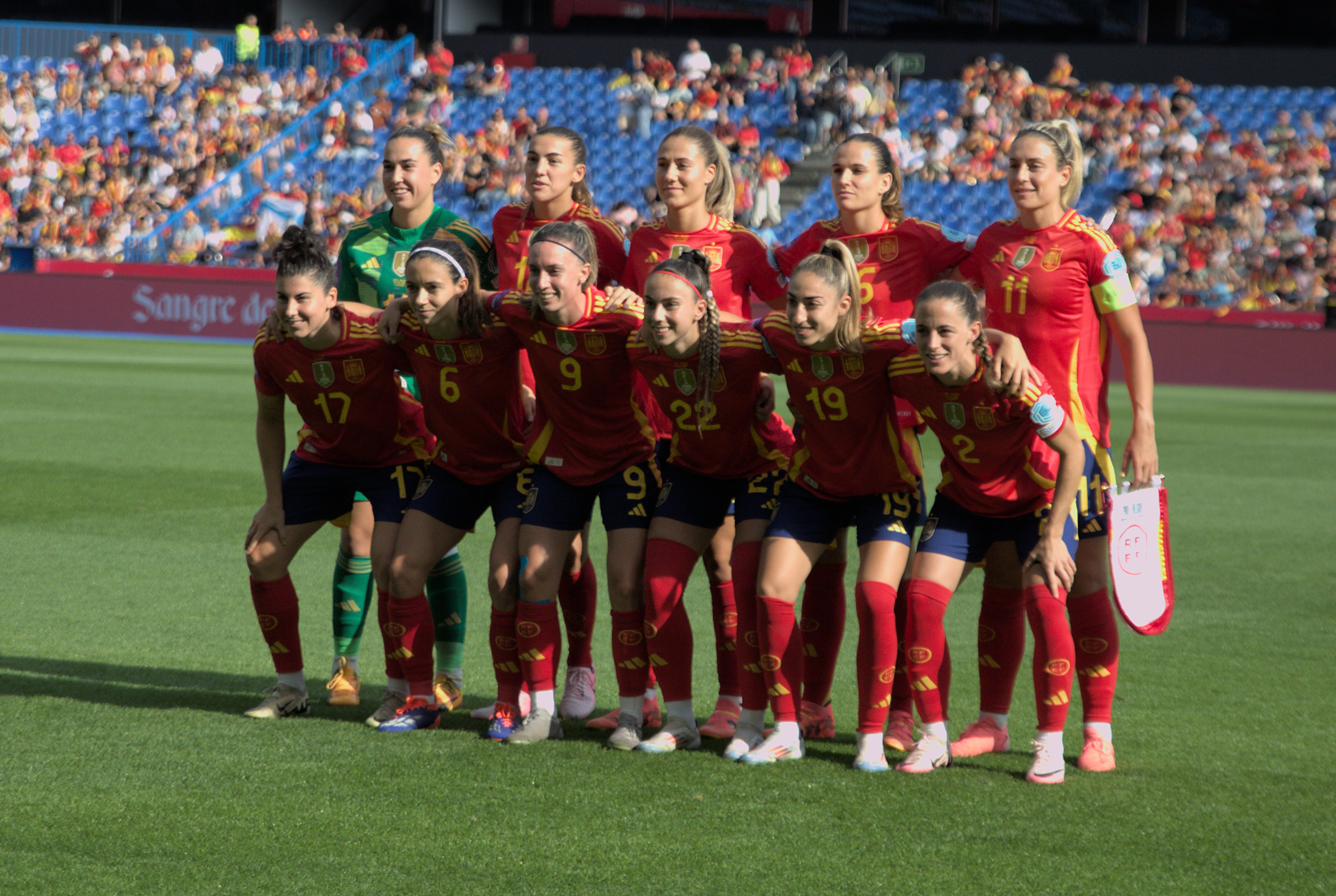

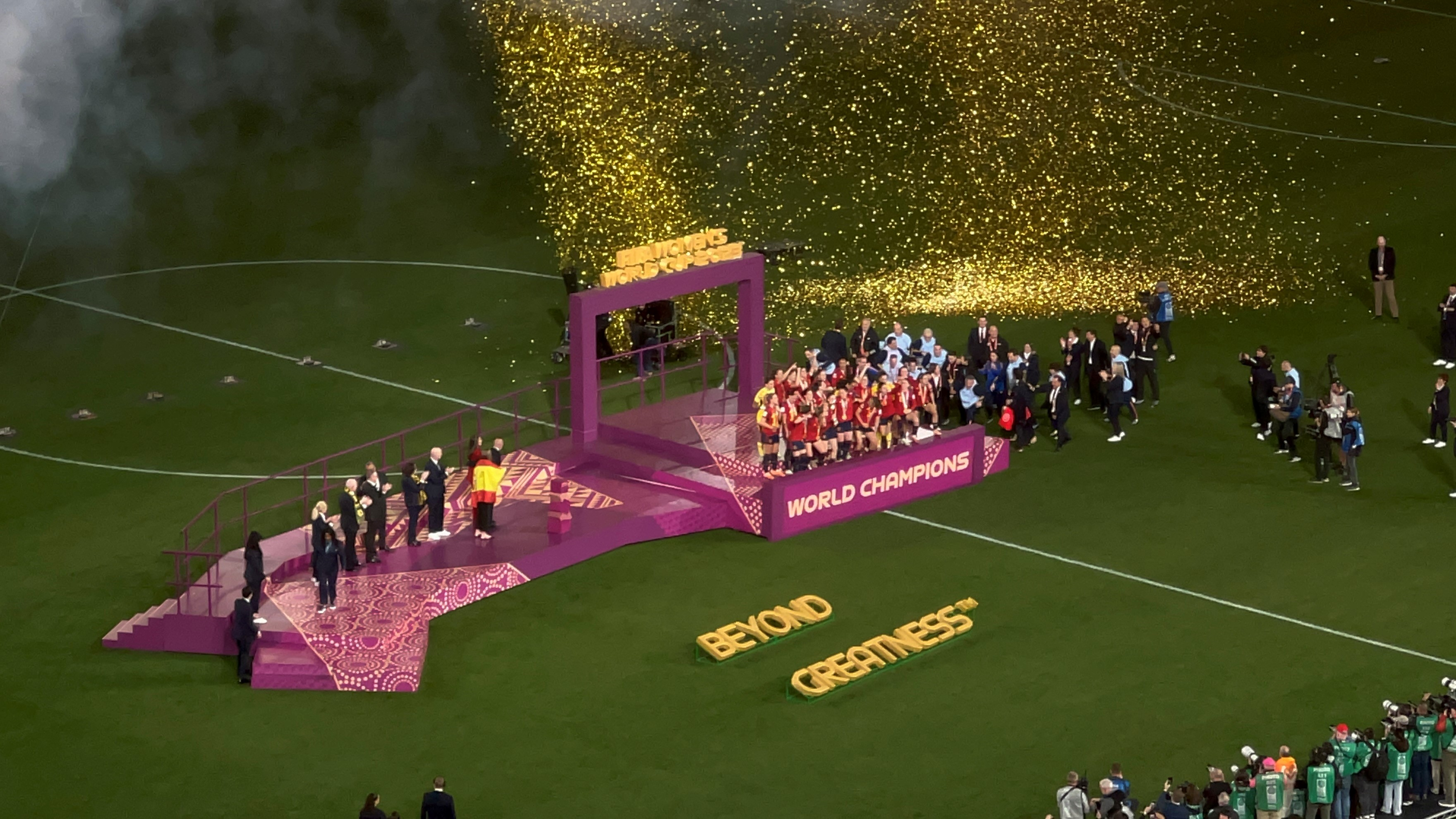
Жіноча збірна Іспанії триумфаторки чемпіонату світу-2023

## Виступи на міжнародних турнірах

### Кубок Світу
| Чемпіонати світу з футболу | Чемпіонати світу з футболу | Чемпіонати світу з футболу | Чемпіонати світу з футболу | Чемпіонати світу з футболу | Чемпіонати світу з футболу | Чемпіонати світу з футболу | Чемпіонати світу з футболу | Чемпіонати світу з футболу |
| Рік, місце                 | Раунд                      |                            |                            |                            |                            |                            |                            |                            |
| -------------------------- | -------------------------- | -------------------------- | -------------------------- | -------------------------- | -------------------------- | -------------------------- | -------------------------- | -------------------------- |
| 1991                       | Не пройшла кваліфікацію    | Не пройшла кваліфікацію    | Не пройшла кваліфікацію    | Не пройшла кваліфікацію    | Не пройшла кваліфікацію    | Не пройшла кваліфікацію    | Не пройшла кваліфікацію    | Не пройшла кваліфікацію    |
| 1995                       | Не пройшла кваліфікацію    | Не пройшла кваліфікацію    | Не пройшла кваліфікацію    | Не пройшла кваліфікацію    | Не пройшла кваліфікацію    | Не пройшла кваліфікацію    | Не пройшла кваліфікацію    | Не пройшла кваліфікацію    |
| 1999                       | Не пройшла кваліфікацію    | Не пройшла кваліфікацію    | Не пройшла кваліфікацію    | Не пройшла кваліфікацію    | Не пройшла кваліфікацію    | Не пройшла кваліфікацію    | Не пройшла кваліфікацію    | Не пройшла кваліфікацію    |
| 2003                       | Не пройшла кваліфікацію    | Не пройшла кваліфікацію    | Не пройшла кваліфікацію    | Не пройшла кваліфікацію    | Не пройшла кваліфікацію    | Не пройшла кваліфікацію    | Не пройшла кваліфікацію    | Не пройшла кваліфікацію    |
| 2007                       | Не пройшла кваліфікацію    | Не пройшла кваліфікацію    | Не пройшла кваліфікацію    | Не пройшла кваліфікацію    | Не пройшла кваліфікацію    | Не пройшла кваліфікацію    | Не пройшла кваліфікацію    | Не пройшла кваліфікацію    |
| 2011                       | Не пройшла кваліфікацію    | Не пройшла кваліфікацію    | Не пройшла кваліфікацію    | Не пройшла кваліфікацію    | Не пройшла кваліфікацію    | Не пройшла кваліфікацію    | Не пройшла кваліфікацію    | Не пройшла кваліфікацію    |
| 2015                       | Груповий етап              | Груповий етап              | Груповий етап              | Груповий етап              | Груповий етап              | Груповий етап              | Груповий етап              | Груповий етап              |
| 2019                       | 1/8 фіналу                 | 1/8 фіналу                 | 1/8 фіналу                 | 1/8 фіналу                 | 1/8 фіналу                 | 1/8 фіналу                 | 1/8 фіналу                 | 1/8 фіналу                 |
| 2023                       | Чемпіон                    | Чемпіон                    | Чемпіон                    | Чемпіон                    | Чемпіон                    | Чемпіон                    | Чемпіон                    | Чемпіон                    |

### Чемпіонати Європи
| Чемпіонати Європи з футболу | Чемпіонати Європи з футболу | Чемпіонати Європи з футболу | Чемпіонати Європи з футболу | Чемпіонати Європи з футболу | Чемпіонати Європи з футболу | Чемпіонати Європи з футболу | Чемпіонати Європи з футболу | Чемпіонати Європи з футболу |
| Рік, місце                  | Раунд                       |                             |                             |                             |                             |                             |                             |                             |
| --------------------------- | --------------------------- | --------------------------- | --------------------------- | --------------------------- | --------------------------- | --------------------------- | --------------------------- | --------------------------- |
| 1984                        | Не брала участь             | Не брала участь             | Не брала участь             | Не брала участь             | Не брала участь             | Не брала участь             | Не брала участь             | Не брала участь             |
| 1987                        | Не пройшла кваліфікацію     | Не пройшла кваліфікацію     | Не пройшла кваліфікацію     | Не пройшла кваліфікацію     | Не пройшла кваліфікацію     | Не пройшла кваліфікацію     | Не пройшла кваліфікацію     | Не пройшла кваліфікацію     |
| 1989                        | Не пройшла кваліфікацію     | Не пройшла кваліфікацію     | Не пройшла кваліфікацію     | Не пройшла кваліфікацію     | Не пройшла кваліфікацію     | Не пройшла кваліфікацію     | Не пройшла кваліфікацію     | Не пройшла кваліфікацію     |
| 1991                        | Не пройшла кваліфікацію     | Не пройшла кваліфікацію     | Не пройшла кваліфікацію     | Не пройшла кваліфікацію     | Не пройшла кваліфікацію     | Не пройшла кваліфікацію     | Не пройшла кваліфікацію     | Не пройшла кваліфікацію     |
| 1993                        | Не пройшла кваліфікацію     | Не пройшла кваліфікацію     | Не пройшла кваліфікацію     | Не пройшла кваліфікацію     | Не пройшла кваліфікацію     | Не пройшла кваліфікацію     | Не пройшла кваліфікацію     | Не пройшла кваліфікацію     |
| 1995                        | Не пройшла кваліфікацію     | Не пройшла кваліфікацію     | Не пройшла кваліфікацію     | Не пройшла кваліфікацію     | Не пройшла кваліфікацію     | Не пройшла кваліфікацію     | Не пройшла кваліфікацію     | Не пройшла кваліфікацію     |
| 1997                        | Півфінал                    | Півфінал                    | Півфінал                    | Півфінал                    | Півфінал                    | Півфінал                    | Півфінал                    | Півфінал                    |
| 2001                        | Не пройшла кваліфікацію     | Не пройшла кваліфікацію     | Не пройшла кваліфікацію     | Не пройшла кваліфікацію     | Не пройшла кваліфікацію     | Не пройшла кваліфікацію     | Не пройшла кваліфікацію     | Не пройшла кваліфікацію     |
| 2005                        | Не пройшла кваліфікацію     | Не пройшла кваліфікацію     | Не пройшла кваліфікацію     | Не пройшла кваліфікацію     | Не пройшла кваліфікацію     | Не пройшла кваліфікацію     | Не пройшла кваліфікацію     | Не пройшла кваліфікацію     |
| 2009                        | Не пройшла кваліфікацію     | Не пройшла кваліфікацію     | Не пройшла кваліфікацію     | Не пройшла кваліфікацію     | Не пройшла кваліфікацію     | Не пройшла кваліфікацію     | Не пройшла кваліфікацію     | Не пройшла кваліфікацію     |
| 2013                        | Чвертьфінал                 | Чвертьфінал                 | Чвертьфінал                 | Чвертьфінал                 | Чвертьфінал                 | Чвертьфінал                 | Чвертьфінал                 | Чвертьфінал                 |
| 2017                        | Чвертьфінал                 | Чвертьфінал                 | Чвертьфінал                 | Чвертьфінал                 | Чвертьфінал                 | Чвертьфінал                 | Чвертьфінал                 | Чвертьфінал                 |
| 2022                        | Чвертьфінал                 | Чвертьфінал                 | Чвертьфінал                 | Чвертьфінал                 | Чвертьфінал                 | Чвертьфінал                 | Чвертьфінал                 | Чвертьфінал                 |
| 2025                        | Фінал                       | Фінал                       | Фінал                       | Фінал                       | Фінал                       | Фінал                       | Фінал                       | Фінал                       |

### Ліга націй УЄФА
| Ліга націй УЄФА | Ліга націй УЄФА | Ліга націй УЄФА | Ліга націй УЄФА                | Ліга націй УЄФА | Ліга націй УЄФА |
| Дивізіон        | Дивізіон        | Дивізіон        |                                | Фінал чотирьох  | Фінал чотирьох  |
| --------------- | --------------- | --------------- | ------------------------------ | --------------- | --------------- |
| 2023–24         | Ліга A          | 1 місце         | Франція · Нідерланди · Іспанія | Чемпіон         |                 |
| 2025–26         | Ліга A          |                 |                                |                 |                 |